# Jurina Matsui
Jurina Matsui (松井 珠理奈?, Matsui Jurina; Aichi, 8 marzo 1997) è un'idol giapponese, membro dal 2008 del gruppo musicale SKE48.
Da marzo 2012 fino a ottobre 2015 ha fatto parte altresì delle AKB48, con cui ha inciso numerosi singoli molti dei quali nella posizione di center (ovvero il componente del gruppo che sta al centro del palco durante l'esecuzione del brano e della coreografia associata).
Con Rena Matsui (ex membro del gruppo, insieme soprannominate W Matsui, JR o Juri-Rena) è uno dei volti più popolari delle SKE48.